# 秋田中央道路

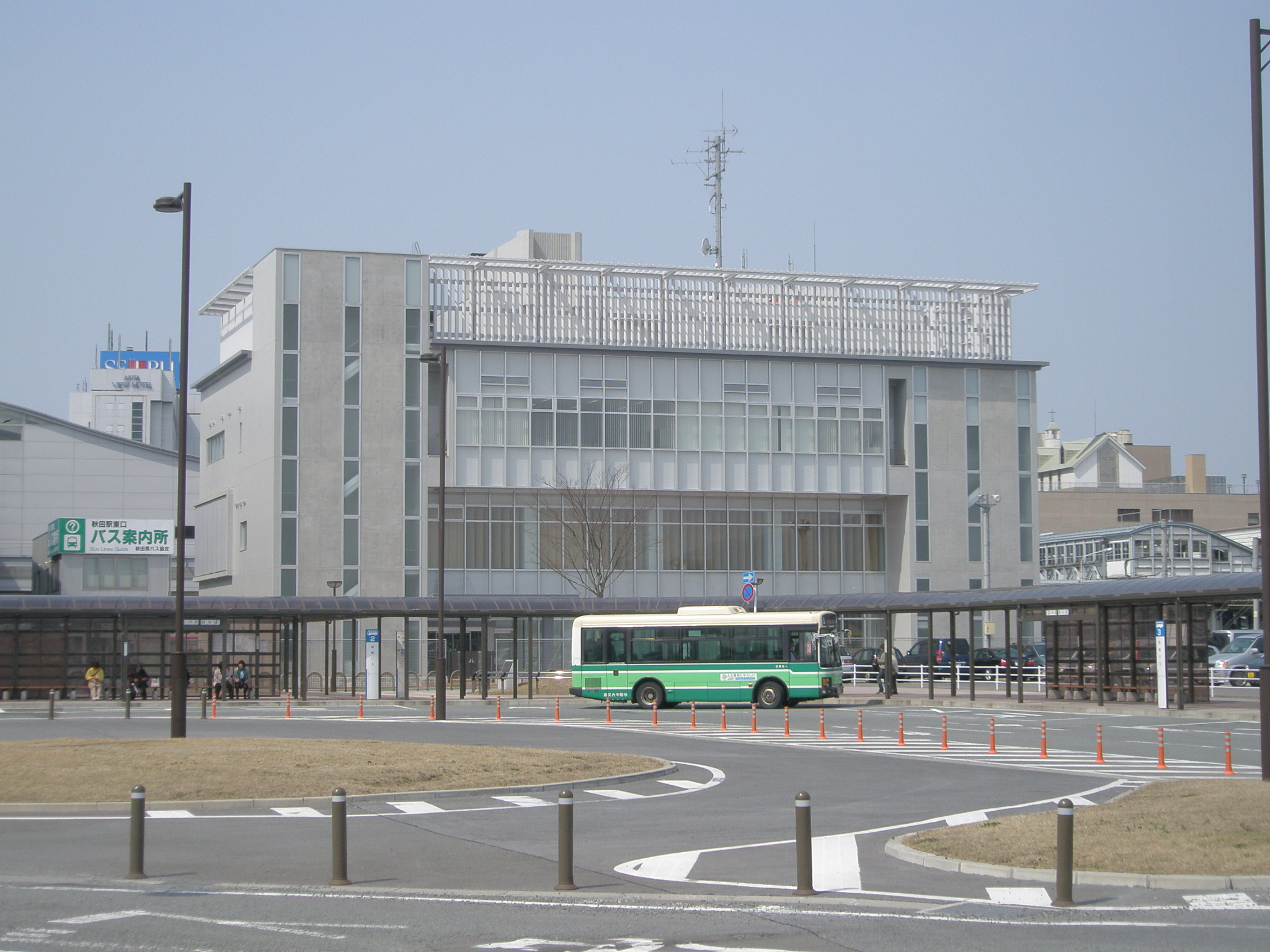
JR秋田駅東口にある換気棟（2008年4月7日）

秋田中央道路（あきたちゅうおうどうろ）は、秋田県秋田市の国道7号臨海十字路(北緯39.718574度0分0秒 東経140.087238度0分0秒 / 北緯39.71857度 東経140.08724度)を起点とし、山王旭北地域から秋田駅東口を地下トンネル「秋田中央道路トンネル」（自動車専用道路）で接続、秋田自動車道・秋田中央インターチェンジ(北緯39.720428度0分0秒 東経140.177379度0分0秒 / 北緯39.72043度 東経140.17738度)を終点とする、約8kmの地域高規格道路（都市計画道路）である。
秋田県道26号秋田停車場線・秋田県道62号秋田北野田線の一部を構成している。

## 概要
1994年（平成6年）12月16日計画路線に指定され、2007年（平成19年）9月15日に暫定2車線で開通した。全線にわたり無料で通行することができる。
「秋田中央道路トンネル」によって秋田駅および秋田市中心市街地を東西に横断する区間は自動車専用道路で、この区間だけを指して「秋田中央道路」と呼ぶことも多い。旭川・久保田城外堀の河川下を通過していることから水底トンネルに該当し、危険物積載車は通行できない。

### 路線データ
トンネル区間
- 路線名：秋田都市計画道路1・4・2号 秋田中央道路（秋田県道62号秋田北野田線）
- 総延長：2.55km（幅員9.75m）：Google マップ
  - トンネル起点：秋田県秋田市旭北錦町（秋田県道26号秋田停車場線内）
  - トンネル終点：秋田県秋田市手形字西谷地
- 道路規格：第2種第2級（自動車専用道路）
- 設計速度：60km/h
- トンネル等級：AA級
- 通行料：無料
- 危険物搭載車両[1]、125cc以下のバイク、軽車両は通行禁止。
- 携帯電話が使用可能（PHSや一部の機種を除く。）
- 通行不能区間（期日指定）
  - 全線
    - 毎年8月3日-6日の18：00 - 21：30、竿燈まつり関連のため。

## 出入口・避難口・換気所
トンネル区間は自動車専用道路
各出口から一般道への合流点では、全て信号機により制御が行われている。中央街区出口の信号は既存の交差点と一体で運用されているが、旭北出口と駅東出口の信号機は、すぐ先にある既存の交差点とは独立して運用されている。
| 施設名                                                          | 接続路線名                                 | 起点から (km) | 備考             |
| --------------------------------------------------------------- | ------------------------------------------ | ------------- | ---------------- |
| 〈山王大通り〉（秋田県道26号秋田停車場線） 山王・県庁・臨海方面 |                                            |               |                  |
| 旭北出入口（北緯39度43分8.8秒 東経140度6分34.8秒）              | 〈竿燈大通り〉（秋田県道26号秋田停車場線） | 0.0           |                  |
| （旭北寺町避難口）                                              |                                            | 0.2           |                  |
| （大町避難口）                                                  |                                            | 0.5           |                  |
| 中央街区出口（北緯39度43分1.4秒 東経140度7分15.4秒）            |                                            | 1.1           | 西行出口のみ設置 |
| （千秋公園避難口）                                              |                                            | 1.4           |                  |
| （駅東避難口・駅東換気所）                                      |                                            | 1.8           |                  |
| 駅東出入口（北緯39度43分2.1秒 東経140度8分14.8秒）              | 秋田県道62号秋田北野田線                   | 2.6           |                  |
| 秋田県道62号秋田北野田線 広面・秋田中央IC・河辺方面             |                                            |               |                  |

### ギャラリー

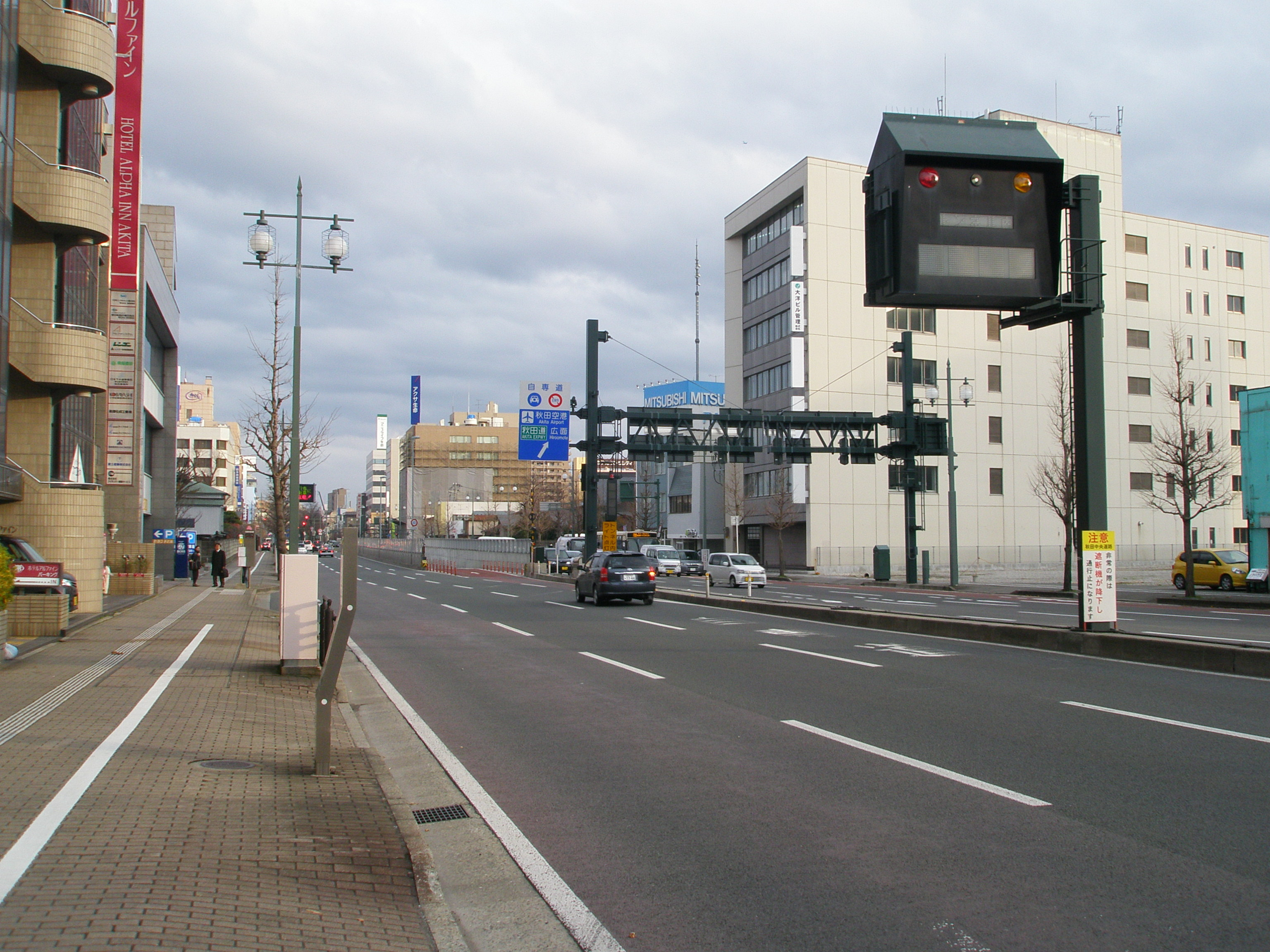
旭北出入口
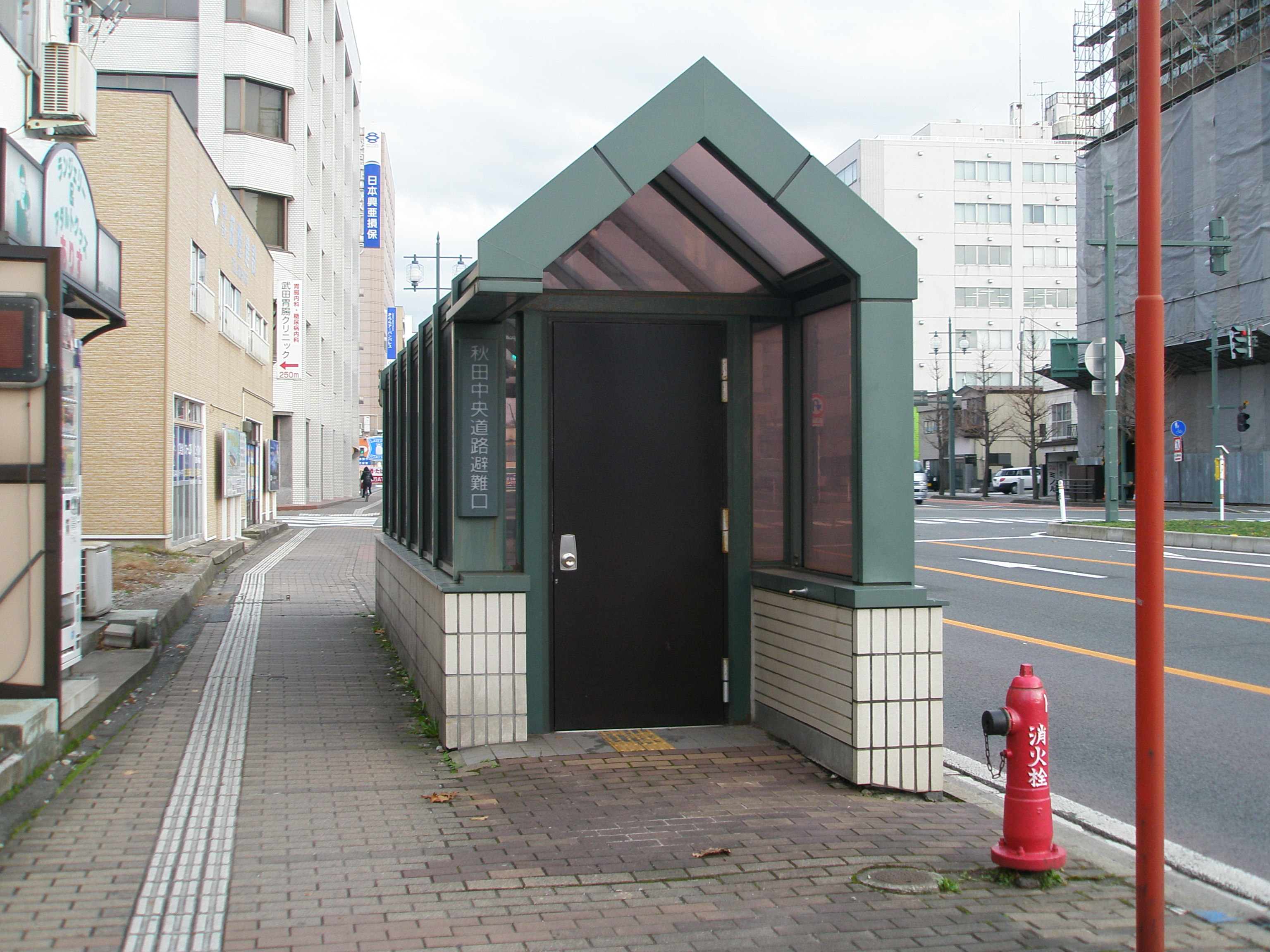
旭北寺町避難口
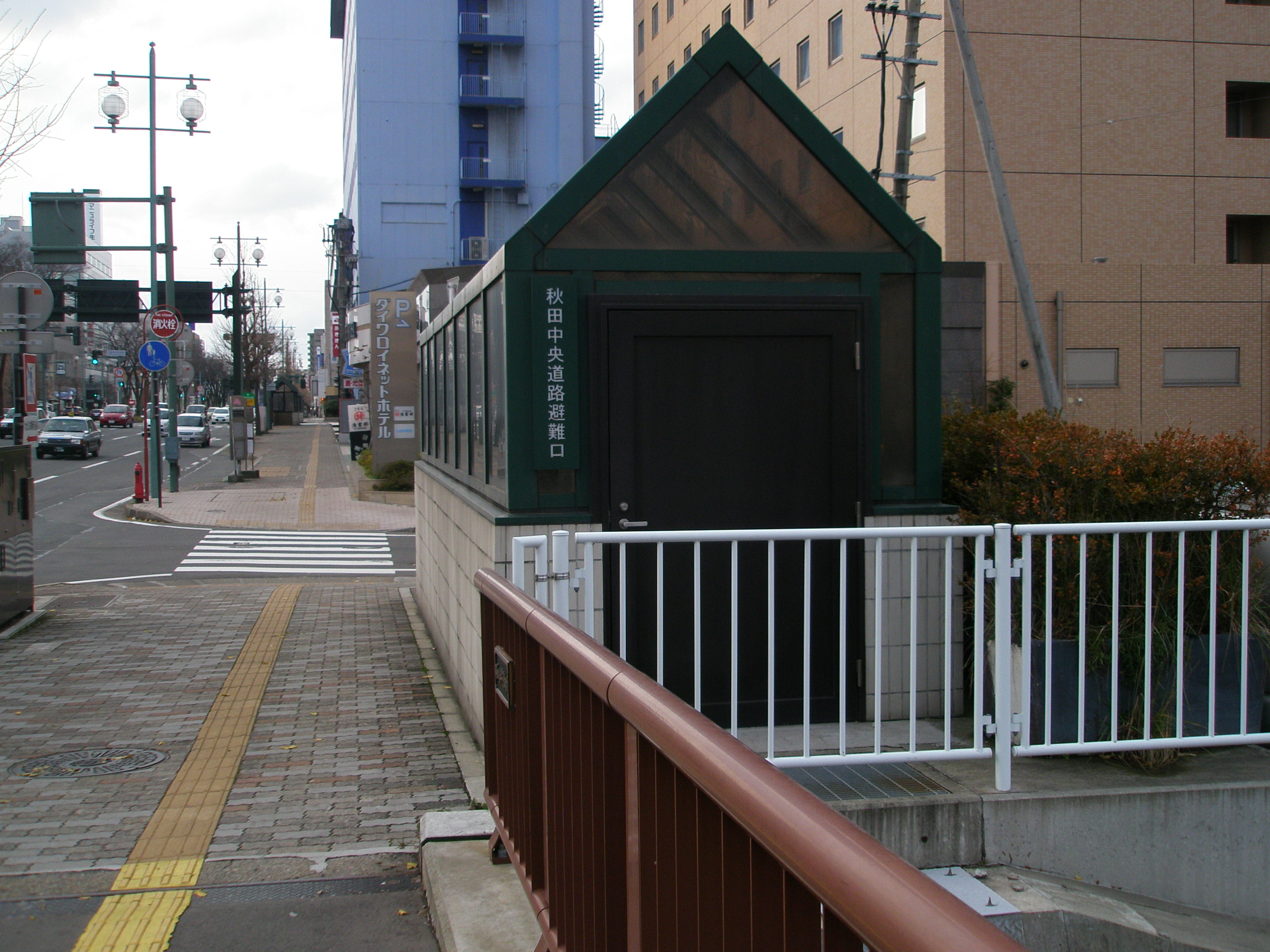
大町避難口
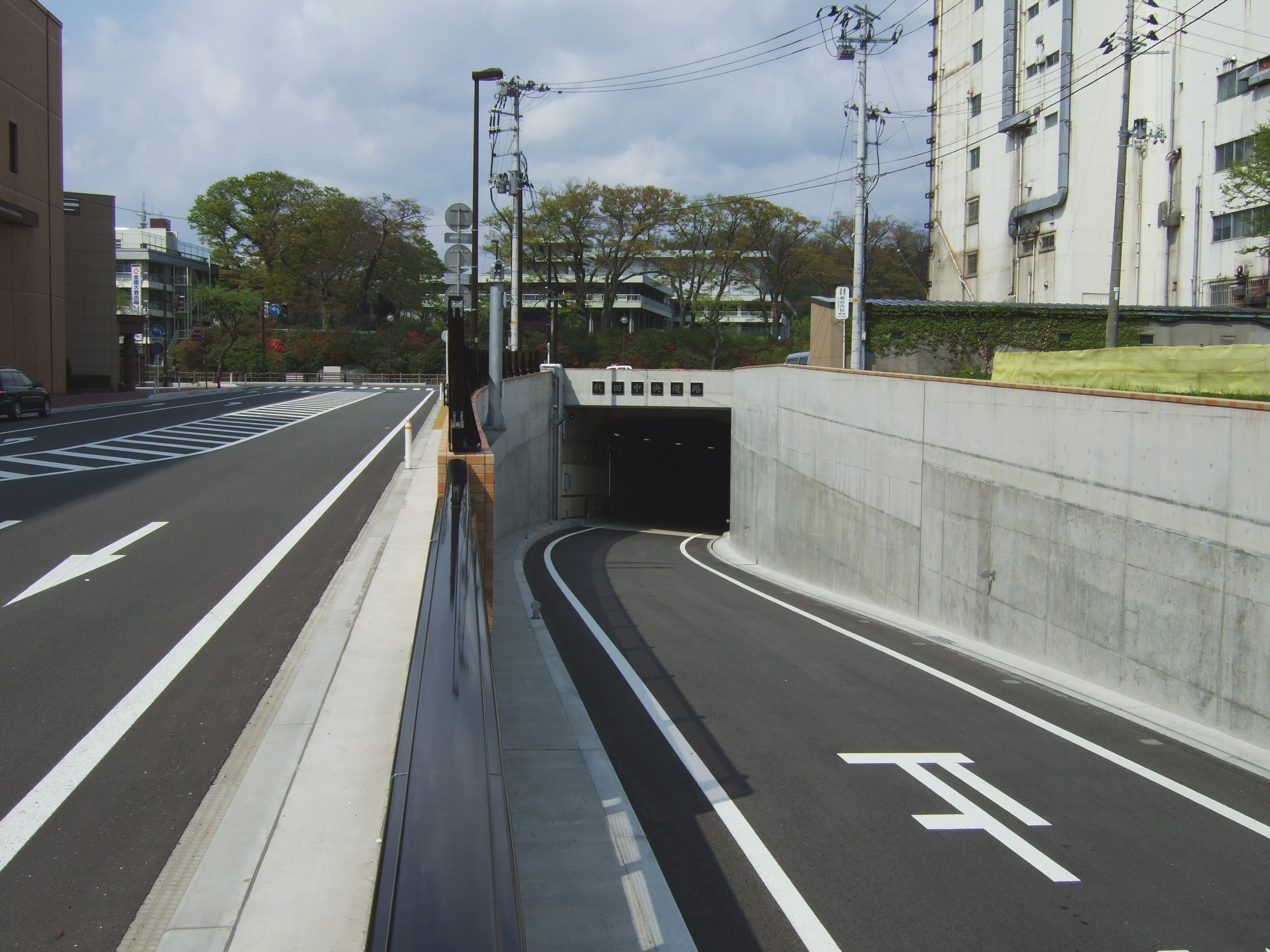
中央街区出口
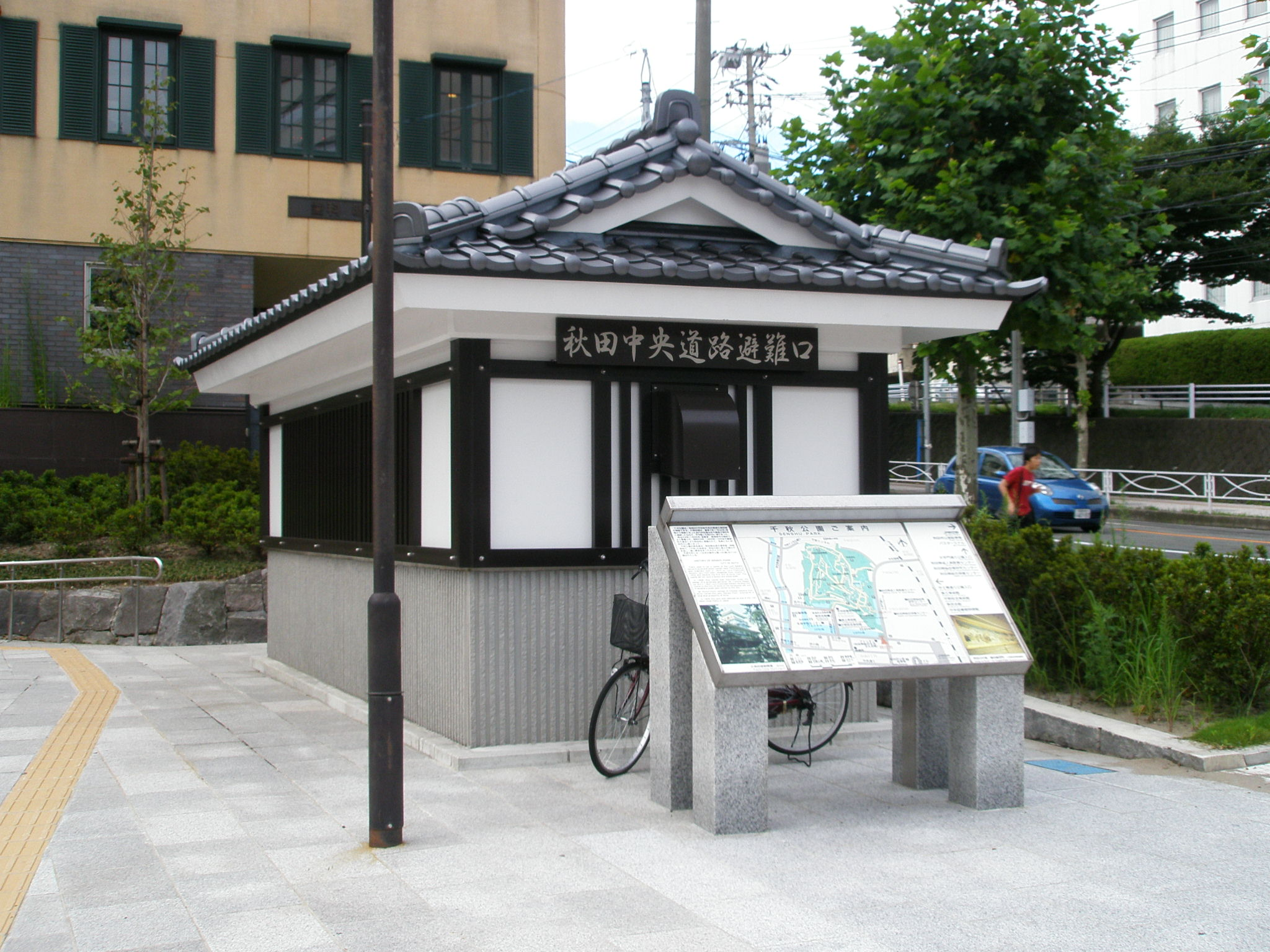
千秋公園避難口
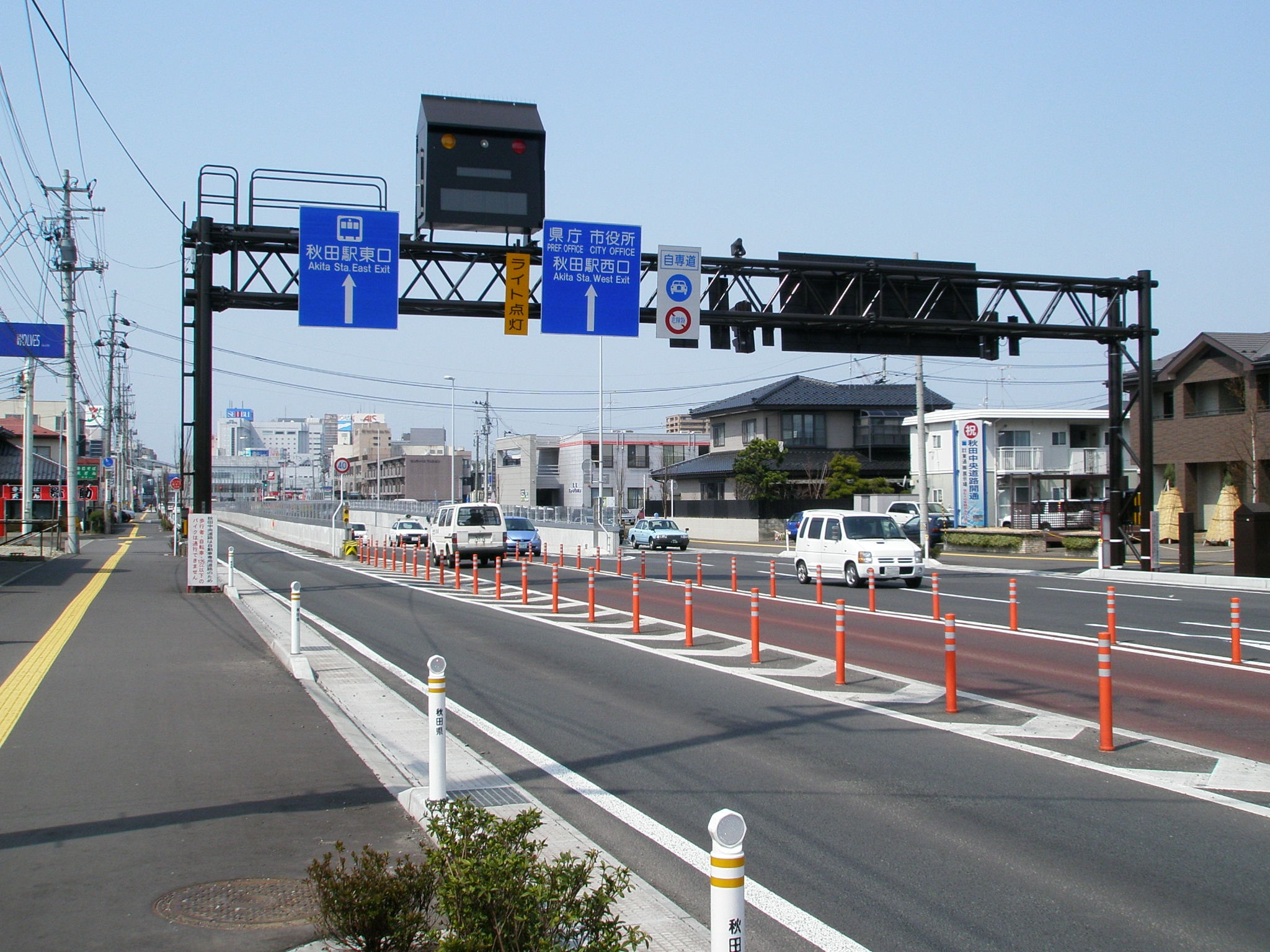
駅東出入口

## 建設の経緯

### 構想
秋田駅東西間を連絡する道路としては北側の手形陸橋（秋田県道28号秋田岩見船岡線、1966年（昭和41年）2車線開通、1990年（平成2年）3車線化）と南側の明田地下道（秋田市道川尻広面線、通称「南通り」、1980年（昭和55年）2車線開通）があったが、慢性的な交通渋滞が以前より問題視されており、渋滞解消、秋田市中心部と秋田自動車道・秋田空港とのアクセス向上、秋田市中心街の活性化支援の3つを目的として建設された。現ルートのほかにも道路高架、鉄道高架、現道拡幅などの案があったが、費用対効果などから地下トンネルのルートを採用する事となった。
なお、並行して手形陸橋の拡幅も行われ、2019年（令和元年）11月16日に4車線化が完成した。当初の計画では1996年（平成8年）度に着工し、2002年（平成14年）3月までに拡幅完了する予定だったが、用地買収の遅れで拡幅完了が2015年（平成27年）度になった上、既存部分の補修も必要になったため、計画から17年遅れでの完成となった。

### 計画
計画当初は、山王旭北出入口と秋田駅東出入口を地下道（2.55km）で結ぶ上り下り合わせて4車線の道路として、総事業費700億円で整備する予定であった。
旭北出入口からは大町地下付近で上り車線と分岐し、広小路の地下を通り、秋田駅の地下付近で再び上り車線と合流し駅東出入口と接続。 駅東出入口からは秋田駅の地下付近で下り車線と分岐し、中央通りの地下を通り、大町地下付近で下り車線と再び合流し旭北出入口を結ぶ（上り下り車線それぞれに旭北出入口、駅東出入口の約中間地点である中央街区出入口を設ける）。2004年度（平成16年度）中に広小路側（北側ルート）を暫定的に2車線の対面通行で開通させて、中央通り側（南側ルート）を2007年（平成19年）秋田わか杉国体までに完成させる計画であった。
しかし、事前の地質調査で整備区間が予想以上に水分を多く含む軟弱な地盤であることが判明し（秋田駅付近は旧地名を「楢山字長沼」といい、文字通り沼を埋め立てた土地である）、総事業費が当初予定の700億円から倍以上の1500億円に膨れ上がることになった。膨大な事業費に対する建設反対運動や、秋田県・秋田市の財政状況などから、総事業費700億円で広小路側（北側ルート）の現ルートのみを通る暫定2車線としての整備が決定した。中央街区部は駅東側からの出口のみとし、入口は設置しないことになった。

### 工事
トンネルの掘削は旭北出入口、駅東出入口、中央街区出口付近は開削工法、それぞれの出入口を接続する部分は地下鉄や東京湾アクアラインの建設にも使われたシールド工法（シールドマシン愛称「ほりたんぽ君」直径12.4 m、総重量2300t）を採用した。
2001年度（平成13年度）から本格的に建設が開始され、「ほりたんぽ君」は駅東出入口から、2005年（平成17年）3月15日に旭北出入口を目指して発進。一日平均7 mの速度で掘り進み、開削工法で既に地下空間が確保された中央街区出口のコンクリートボックス部へ2005年（平成17年）11月に到達した。
ここで「ほりたんぽ君」は掘削機受台に乗せられ、掘削機受台の下に直径約9cmの鉄球を複数敷詰めて「コロの原理」でコンクリートボックス内の地下空間を最西端へ移動した。
2006年（平成18年）6月2日に旭北出入口へ向けて再発進し、2006年（平成18年）10月19日に旭北出入口の仮壁へ、到達予定位置より左右に10cmのわずかな誤差が生じた程度の高精度で到達。駅東出入口を発進してから約1年7ヶ月で1,525mの掘進が完了した。
トンネル掘削終了後、「ほりたんぽ君」は、胴体の筒の部分をそのままトンネルの壁として残し、コンクリートと耐火板で覆われた。それ以外の部品は解体された。
旭北出入口は竿燈大通りの中央分離帯部分に設けられたが、ここに植えられていたケヤキは、事前に秋田県立中央公園や秋田県立小泉潟公園に移植された。
2007年（平成19年）6月、沿線各所で地盤沈下などの影響が発生していることが判明し、県が補償する始末となった。

### 完成
秋田わか杉国体に合わせて、開催2週間前の2007年（平成19年）9月15日16時に開通。直後から長い渋滞が始まり、開通早々20分で交通規制（入口規制）が敷かれるほどになった。
最終的な総事業費は686億円。秋田市中心部の交通の流れを大きく変える道路となった。

### 将来
計画では中央通り側（南側ルート）も整備し4車線で完成させる予定であったが、当時の秋田県の寺田典城知事は南側ルートを建設しない方針で今後国と協議を進めることを明らかにした。

## その他
開通前の2007年（平成19年）9月9日、「一日限りの歩行者天国」と銘打って一般公開が行われ、避難口を含む全線が歩行者に開放された（ただし、旭北出入口は竿燈大通りの中央分離帯に出てしまうため、外部との出入りはできなかった）。主催者である秋田県の発表で約4万3000人が入場し洞内は大混雑の盛況であった。
定期路線バスは、2008年（平成20年）春から秋田中央交通が、2路線合わせて5本を運行している。ただし、平日のみの運行で、土日祝日は運休。
全日本建設技術協会より「平成19年度全建賞（都市部門）」を受賞した。
原因ははっきり解明されていないが、開通当初よりトンネル内での交通事故が多発している。多くのブレーキ痕が見受けられ、スピードの出し過ぎ、三次元的なトンネルの高低（サグ）・湾曲構造などが原因として考えられている。地元民の間では武士の幽霊が出るとの噂話も聞かれ（旭北出入口付近は寺院が多く、特に北側の当福寺は1935年（昭和10年）、1968年（昭和43年）の二度の道路拡幅で墓地を移転させた前例がある）、事故多発の現象はテレビニュースなどでも報道された。
2011年（平成23年）3月11日の東北地方太平洋沖地震（東日本大震災）では発生後に当道路の点検を実施し、その結果大きな被害は無かった。しかし長時間の停電により停電用予備電源の電力を使い切ったため、トンネル内の照明が消灯し、復電するまでの間通行止めになった。
2022年（令和4年）12月12日、 秋田県の「未来に伝えたい秋田のインフラ50選」に秋田中央道路（トンネル）が選出された。
2023年（令和5年）7月15日、 県内記録的大雨により、トンネル内が冠水し通行止めとなった。その際、トンネル内の消火栓が水没し機器が誤作動。「トンネル内で火災事故が発生しました」という自動アナウンスが繰り返し流れた。これがSNSで拡散し、トンネル内で火災が発生したという誤った情報が出回った。7月16日から仮設のポンプで排水作業を実施。8月1日、午前6時から正午は駅東口側から山王十字路方向ヘ、午後1時から9時までは逆方向の一方通行で規制を一部解除。8月25日、午前6時から午後9時までの時間限定で対面通行が可能に。10月13日､午後9時から午前6時の通行規制が解除され、終日全面通行可能となった。